# Цоков Олег Юрійович
Оле́г Ю́рійович Цо́ков (рос. Олег Юрьевич Цоков; 23 вересня 1971, Газалкент, Узбецька РСР — 11 липня 2023, Бердянськ, Україна) — російський воєнний злочинець, генерал-лейтенант Збройних Сил РФ, заступник командувача Південного військового округу (2023) і фігурант списку воєнних злочинців у російсько-українській війні. Командир 144-ї мотострілецької дивізії (2022), заступник командувача 49-ї загальновійськової армії (2018—2019), командир 205-ї окремої мотострілецької бригади (2015—2018).
Убитий ракетним ударом в ході російського вторгнення в Україну.

## Біографія
Народився в сім'ї військовослужбовця і вчительки. Змінив 11 шкіл, перш ніж отримав атестат про середню освіту.
Закінчив Ташкентське вище загальновійськове командне училище (1994), Військову академію ім. М. В. Фрунзе (2000).
Після закінчення училища проходив службу в Сибірському військовому окрузі командиром взводу, роти. Брав участь у першій чеченській війні.
З 2000 по 2004 рік командир 2-го мсб 74-ї омсбр, майор, підполковник (Юрга). Брав участь у другій чеченській війні.
З 2004 року — заступник командира 74-ї окремої гвардійської мотострілецької Звенигородсько-Берлінської орденів Кутузова і Суворова бригади.
З 2006 року — командир 228-го мотострілецького Севастопольського ордена Олександра Невського полку.
На 2011 рік обіймав посаду заступника командира 36 ОМСБр.
У серпні 2014 року призначений командиром 810-ї окремої бригади морської піхоти.
З 2015 по 2018 рік — командир 205-ї окремої мотострілецької бригади (Будьонновськ, Ставропольський край).
З 2018 по 2019 рік — заступник командувача 49-ї загальновійськової армії Південного військового округу (Ставрополь).
З вересня 2019 по червень 2021 року — слухач Військової академії Генерального штабу Збройних сил Російської Федерації (факультет національної безпеки і оборони держави).
З серпня 2022 року — командир 144-ї гвардійської мотострілецької Єльнінської Червонопрапорної, ордена Суворова дивізії (Смоленськ).
Станом на 2023 рік — заступник командувача Південного військового округу (Ростов-на-Дону).
Ліквідований 11 липня 2023 року внаслідок українського удару ракетами Storm Shadow по готелю «Дюна» на території «Приазовкурорту» на Бердянській косі. Там був розташований запасний командний пункт 58-ї загальновійськової армії.
17 липня 2023 року був похований в Майкопі.

## Воєнні злочини
У грудні 2022 року був внесений Британією до списку, в якому, окрім іншого, були причетні до ракетних ударів по українських містах та цивільній інфраструктурі.
Також Цоков разом із Олегом Маковецьким восени 2022 року наказав ЗС РФ зруйнувати Оскільську греблю у Харківській області. У лютому 2025 року СБУ повідомила йому про заочну підозру.

## Санкції
Олег Цоков, як військовослужбовець Чорноморського флоту Збройних сил Росії, який безпосередньо брав участь у незаконному вторгненні в Україну в 2022 році шляхом нанесення ракетних ударів по мирним громадянам та містам України, є підсанкційною особою багатьох країн світу.
19 жовтня 2022 року був внесений до санкційного списку України.
13 грудня 2022 року через вторгнення Росії в Україну потрапив під санкції Великої Британії та Нової Зеландії, як причетний до ракетних ударів по українських містах.
2 лютого 2023 року доданий до санкційного списку Швейцарії.
25 лютого 2023 року внесений до санкційного списку всіх країн Євросоюзу за «участь у російській агресивній війні проти України».

## Звання
- Полковник (2004)
- Генерал-майор (12 грудня 2006)
- Генерал-лейтенант (17 лютого 2023)

## Нагороди
- Орден Мужності — нагороджений тричі (1995, 2000, 2019)
- Орден «За військові заслуги» (2001)
- Медаль «За відзнаку у військовій службі» 3-го, 2-го і 1-го ступеня (20 років)
- Медаль «За військову доблесть» 2-го і 1-го ступеня
- Медаль «За зміцнення бойової співдружності»
- Медаль «За участь у військовому параді на День Перемоги»
- Медаль «За відзнаку у службі в Сухопутних військах»
- Медаль «Стратегічне командно-штабне вчення „Кавказ – 2012“»
- Медаль «За повернення Криму»
- Медаль «Учаснику військової операції в Сирії»
- Звання «Заслужений військовий спеціаліст Російської Федерації»
- Орден Жукова (2018)
- Звання «Герой Російської Федерації» (19 липня 2023, посмертно) — «за мужність і героїзм, проявлені під час виконання військового обов'язку.» 24 серпня медаль «Золота зірка» була передана рідним Цокова заступником командувача військами Південного військового округу генерал-лейтенантом Олексієм Авдєєвим.